# خشونت علیه زنان در پاکستان
خشونت علیه زنان در پاکستان (انگلیسی: Violence against women in Pakistan) شامل خشونت شریک جنسی و خشونت جنسی، یک مشکل عمده بهداشت عمومی و نقض حقوق بشر زنان در این کشور است. خشونت علیه زنان در پاکستان بخشی از مسئله ای است که در کل مناطق کشور با آن مواجه است. پاکستان جامعه ای بسیار مردسالار است و زمان زیادی طول کشید تا قوانینی برای حمایت از زنان وضع شود. در شاخص زنان، صلح و امنیت در سال ۲۰۱۹، پاکستان در بین ۱۶۷ کشور رتبه ۱۶۴ را به خود اختصاص داد. یک نظرسنجی که توسط بنیاد تامسون رویترز انجام شد، پاکستان را به عنوان ششمین کشور خطرناک جهان برای زنان رتبه‌بندی کرد.
پاکستان در بین ۹ کشور جنوب آسیا از نظر دسترسی به تلفن همراه، درآمد مالی و هنجارهای تبعیض آمیز برای زنان بدترین جایگاه را دارد. حدود ۱۲٫۲ میلیون دختر، در مقایسه با ۱۰٫۶ میلیون پسر، در پاکستان از تحصیل بازمانده اند، که فقر چالش‌هایی را برای فرصت‌های تحصیلی دختران تشدید می‌کند. تنها نکته مثبتی که از این شاخص برداشت شد، دستیابی پاکستان به ۲۰ درصد نمایندگی زنان در پارلمان و شاخص کمی بهتر از هند در مورد تعصب نسبت به پسران بوده‌است.
در سال ۲۰۱۷ حدود ۷۴۶ جنایت ناموسی، ۲۴ مورد خودسوزی، ۱۸ مورد خشونت در مورد ازدواج وجود داشته‌است. بسیاری از پرونده‌ها گزارش نمی‌شوند و بسیاری از این موارد گزارش شده بدون پیگرد قانونی باقی می‌مانند. سیستم حل اختلاف جایگزین (ADR) در سال ۲۰۱۷ به عنوان یک موفقیت در خیبر پختونخوا مورد استقبال قرار گرفته‌است. کارشناسان حقوقی از این سیستم انتقاد می‌کنند و خاطرنشان می‌کنند که ADR می‌تواند اقدام‌ها علیه خشونت را به تأخیر بیندازد. بسیاری از فعالان همچنان نگران نفوذ مردسالارانه در فرایند تصمیم‌گیری هستند که به‌طور سنتی به زنان زیان رسانده‌است. در سال ۲۰۱۹، بازرس استان سند به دادگاه عالی اطلاع داد که از ۳۵۰ پرونده، فقط در هشت پرونده اقدام شده‌است. بزرگ‌ترین استان پنجاب، از زمان تأسیس این دفتر در سال ۲۰۱۳، ۱۱۶ شکایت دریافت کرده‌است که منجر به ۴۲ محکومیت، ۱۵ تبرئه، ۲۷ انصراف و ۲۴ پرونده در حال انجام گزارش شده‌است. همچنین ۱۳ درخواست تجدیدنظر را بررسی کردند. چهار تصمیم لغو شد، پنج تصمیم تأیید شد، دو پرونده منسوخ اعلام شد، در حالی که دو مورد همچنان ادامه دارد. زنان در پاکستان عمدتاً از طریق اجبار به ازدواج، از طریق آزار جنسی در محل کار، خشونت خانگی و قتل‌های ناموسی با خشونت مواجه می‌شوند.

## دلایل
فقر یکی از دلایل مهم خشونت در پاکستان است. در پاکستان، یک سوم زنان بی سواد هستند و از این رو از حقوق خود بی اطلاع هستند. افزایش سطح تحصیلات می‌تواند آگاهی ایجاد کند و به آنها کمک کند تا از حقوق خود دفاع کنند و وضعیت خود را تغییر دهند. برخی از سنت‌ها و آداب و رسوم قدیمی که هنوز هم رعایت می‌شود از دیگر دلایل خشونت است.

## تاریخچه
در پاکستان، خشونت خانگی یک امر خصوصی تلقی می‌شود، زیرا در خانواده رخ می‌دهد. همسرآزاری به ندرت از نظر اجتماعی جرم محسوب می‌شود مگر اینکه به شکل افراطی قتل یا اقدام به قتل باشد. انواع مختلف خشونت خانگی شامل آزار جسمی، روحی و روانی است. بر اساس یک برآورد، تقریباً ۷۰ تا ۹۰ درصد زنان پاکستانی در معرض خشونت خانگی قرار دارند. تقریباً از هر سه زن متأهل پاکستانی، یک نفر با خشونت فیزیکی از سوی همسران خود مواجه است. تنها ۲۲ درصد از زنان به‌طور رسمی در نیروی کار پاکستان مشارکت دارند. خشونت شریک عاطفی از نظر هزینه پزشکی و روزهای از دست دادن کار گران است. در اواخر دهه ۷۰ و ۸۰، پاکستان شاهد قهقرای حقوق زنان بود و قوانینی برای بازتاب این تبعیض اصلاح شدند. با این حال، در ۱۰ تا ۱۵ سال گذشته، موفقیت‌هایی در تصویب سیاست‌ها و قوانین برای جلوگیری از اقداماتی مانند ازدواج‌های در سنین پایین (کودک همسری)، قتل‌های ناموسی، آزار و اذیت جنسی، خشونت خانگی و تجاوز به دست آمده‌است. بسیاری از این قوانین توسط نمایندگان زن در پاکستان وضع شده‌است.
در یک نظرسنجی، ۳۵ درصد از زنان بستری شده در بیمارستان‌ها از کتک خوردن شوهران خود خبر دادند. حداقل دو زن هر روز در حوادث خشونت خانگی سوزانده می‌شدند. در سال ۱۹۹۸، ۲۸۲ مورد سوختگی زنان تنها در یک استان گزارش شده‌است. از مجموع موارد گزارش شده، ۶۵ درصد بر اثر جراحات جان خود را از دست داده‌اند. به گفته رخسانا افتخار و مقبول احمد اعوان در مجله مطالعات سیاسی، با دو نوشته "پاکستان یک ایالت زراعت‌گرایی است که در آن مفهوم مالکیت شخصی بسیار رایج است"، "زنان نیز در پاکستان دارایی شخصی محسوب می‌شوند." اظهار می‌دارند که این خشونت‌ها به دلیل هنجارهای مذهبی و فرهنگی در داخل کشور ادامه دارد. از زنان پاکستانی توقع می‌رود که عفت خود را حفظ کنند، در حالی که از مردان انتظار می‌رود که مردانگی را برای حفظ شرافت در میان خانواده‌های خود نشان دهند. دیدگاه‌های سنتی در پاکستان بر این باورند که اگر بی‌حرمتی اصلاح نشود، ممکن است فراتر از یک حادثه و در جامعه گسترش یابد.

## خشونت خانگی
در یک نظرسنجی در سال ۲۰۰۸، حدود ۷۰ درصد از زنان پاسخ‌دهنده گزارش دادند که خشونت خانگی را تجربه کرده‌اند. بر اساس گزارش سال ۲۰۰۹ دیده‌بان حقوق بشر، ۷۰ تا ۹۰ درصد زنان پاکستانی از نوعی خشونت خانگی رنج می‌بردند. سالانه حدود ۵۰۰۰ زن بر اثر خشونت خانگی در پاکستان کشته می‌شوند و هزاران زن دیگر قطع عضو یا معلول می‌شوند. مقامات مجری قانون، خشونت خانگی را جرم نمی‌دانند و معمولاً از ثبت هر گونه پرونده ای که به آنها وارد می‌شود، خودداری می‌کنند.